# Ouled Sidi Xeic - Xeraga
Ouled Sidi Xeic - Xeraga (de l'est) o Awlad Sidi Shaykh (àrab: اولاد سيدي الشيخ, Awlād Sīdī ax-Xayẖ) és una tribu presahariana d'Algèria.
La tribu es va formar al segle xvii al sud d'Orà, al voltant dels descendents d'un sant, Sidi Xeic. A mitjan segle xix, va formar una confraria musulmana i organitzà revoltes contra l'ocupació francesa a Algèria a la dècada dels 1860, i després el 1881 seguint el xeic Bouamama.

## Origen
Sidi Xeic, el nom real del qual era Abd-al-Qàdir ibn Muhàmmad, del segle xvi, és el sant fundador de la família noble religiosa dels Ouled Sidi Xeic. És l'origen d'una gran tribu i d'una poderosa confraria: la xâkhîya. Els escrits hagiogràfics remunten els orígens familiars de Sidi Xeic al primer califa, Abu-Bakr as-Siddiq. La família té orígens que es remunten al segle xiv, a la zona de Béchar, a Algèria, amb el nom de Boubekriya.
El més antic i famós dels seus avantpassats a la zona fou Sidi Muhàmmad ibn Sulayman al-Alí, la qubba del qual es venera hui a Mascara. Fou expulsat de Tunis a causa d'uns aldarulls religiosos dels quals es diu que fou l'instigador.
Els avantpassats de la família tingueren pes en la propagació de la doctrina malikita i van eliminar la pràctica del kharigisme entre alguns pobles amazics. De fet, la zona dels altiplans de l'oest d'Algèria encara professava el kharigisme, malgrat la caiguda dels rustúmides de feia segles.
D'aquest llinatge en va sorgir Sidi ben Sliman ben Bousmaha (cap als 1459-1539). Va morir a Beni Ounif, on el van soterrar, i deixà tres fills: Sidi Muhammad, el pare de Sidi Xeic, es va establir a Chellala Dahrania. Ahmad al-Majdûb es va establir a Aïn Sefra; i la tercera fou Lalla Sfiya, la santa patrona de Sfissifa, soterrada a Tiout; també fou la santa patrona de la tribu Oulad al-Nahar.
Sidi Xeic va adquirir influència sobre totes les poblacions entre el Tell de la frontera del Marroc, i Djabal Amur.
Sidi Xeic fundà una tribu i una tariqa, i hui és difícil distingir entre els seus descendents i els seus seguidors. Era famós per la seua saviesa, i molt venerat. Molta gent va entrar al seu servei per a beneficiar-se de la seua baraka, incloent-hi els âbîd (esclaus) i els khûddâm (treballadors). Els khûddâm es distingien dels àbîd perquè es posaven voluntàriament sota el patrocini de Sidi Xeic.
Al sud-oest algerià, l'augment de la població durant el segle XVI va requerir una intensificació de l'agricultura i una major cooperació entre nòmades i llauradors. Sidi Xeic creà una comunitat de productors de dàtils i nòmades especialitzada en el comerç de caravanes, la seu de la qual era un centre de pregària que representava la ciutat al camp.

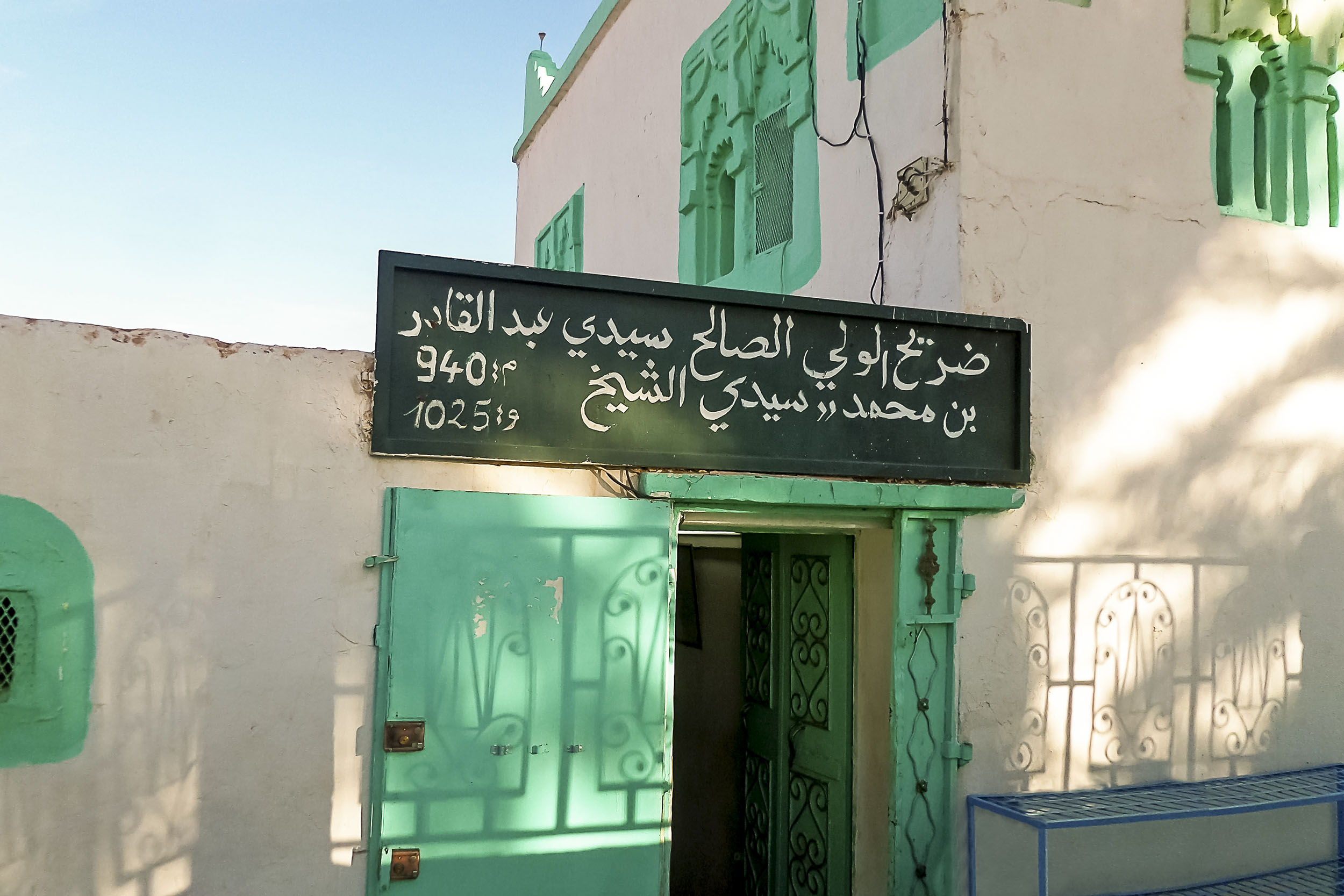
Mausoleu de Sidi Xeic a la wilaya d'El Bayadh

Durant els segles següents, la pressió demogràfica va disminuir i el centre de pregària se'l van anar apropiant els descendents del sant, els Ouled Sidi Xeic, que es van convertir en una tribu mitjana. L'educació a favor d'una comunitat urbana i religiosa es va relaxar i l'ètica tribal s'hi imposà. Així, al segle XVII, les poblacions nòmades al voltant de les muntanyes Ksour es van aplegar al voltant dels descendents del sant.
Els seus descendents s'enfrontaren a desacords sobre la gestió de la zàuiya, així com sobre la seua representació, també anomenada Mechiakha, i es van dividir en dues faccions: els Ghraba i els Xeraga. Els segons, més nombrosos i més benestants a causa de les contribucions regulars de les tribus del Sud, tenien avantatge.
Merad Boudia parla del "principat" dels Ouled Sidi Xeic que van aparéixer al segle XVII al sud d'Orà. De fet, el domini de la Regència d'Alger era molt fluix sobre les tribus del sud, com ara la dels Ouled Sidi Xeic. Així, van tenir del segle XVII al XIX el Sàhara occidental sota la seua autoritat. Tanmateix, no era un poder centralitzat (perquè estava en mans de la regència d'Alger), ni una dinastia, sinó una confederació política encapçalada per una riyasa (un cacic) a mans de la tribu d'Ouled Sidi Xeic i les confraries.

## Territori

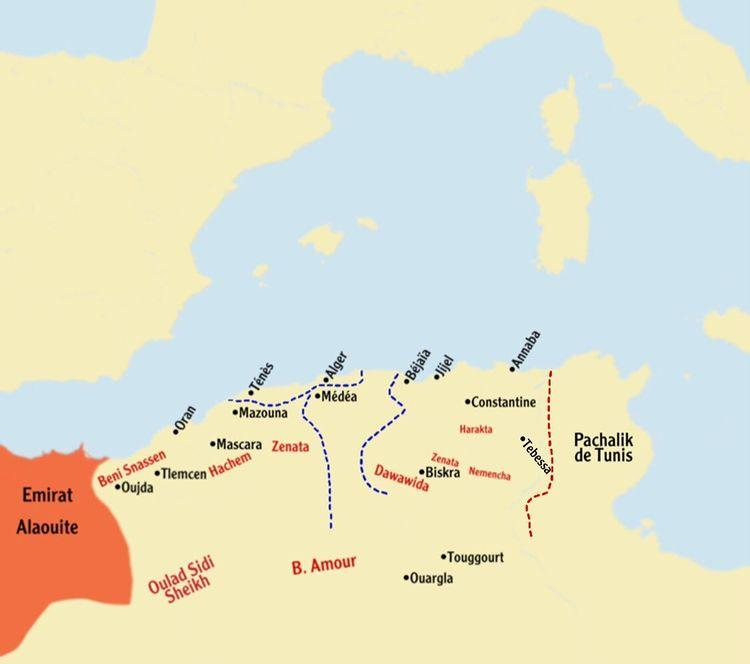
Els Ouled Sidi Xeic i les tribus tributàries a la Regència d'Alger al s. XVII

Els Ouled Sidi Xeic han estat nòmades des del segle XVII a la zona de la serralada de Ksour. A la fi de la dècada dels 1950, els Ouled Sidi Xeic eren nòmades entre els contraforts saharians i les pastures dels uadis Seggueur i Gharbi i, també, a l'àrea muntanyosa de la serralada de Ksour.
Els Ouled Sidi Xeic estan envoltats al nord-est pels Laghouat Ksel i al sud-oest pels Cheurfa, els Ouled Sidi Tadj i un grup d'Amur que fa temps que s'ha separat del grup principal de Djabal Amur.

## Conquesta colonial francesa i resistència

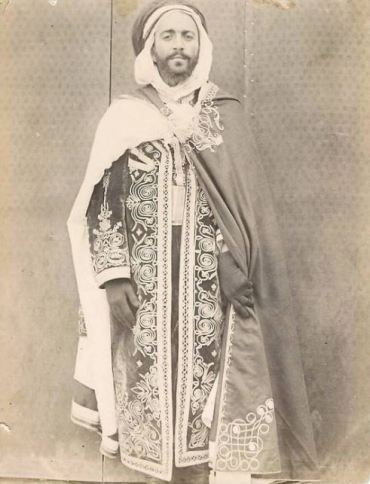
Caid de la tribu dels Ouled Sidi Xeic

El 1845, el Tractat de Lalla Maghnia, que establia una frontera entre el Marroc i Algèria, tingué conseqüències notables per a la confederació nòmada d'Ouled Sidi Xeic, perquè es va veure dividida en dos grups.
Abans de la seua deserció, els Ouled Sid Xeic Ghraba havien acceptat servir l'estat francés. Si Hamza Ben Boubeker declarà la guerra contra el xerif d'Ouargla, Si Mohamed-ben-Abdelkader, i derrotà els Arba i els Ouled Naïl, que li eren lleials. També va atacar les altres tribus del nord i les obligà a sotmetre's a la seua autoritat. Com a recompensa pels seus serveis, Si Hamza va ser nomenat, el 1850, califa dels territoris del sud que havia subjugat.
A la primavera del 1864, esclatà una revolta entre els Ouled Sidi Xeic Xeraga al sud d'Orà. Els motius en foren l'exasperació a causa dels espolis i el pes dels impostos, així com la humiliació infligida al seu dirigent per l'administració àrab. Un revés patit pels francesos el 7 d'abril del mateix any va animar el moviment, incentivat pels almoràvits, a estendre's des de Djabal Amur fins a Titteri, passant pel país de la Flita i el Dahra. Els Ouled Sidi Xeic van intentar unir-se per lluitar més eficaçment contra els militars francesos, millor armats i organitzats, i a vegades foren victoriosos, o derrotats. El compromís d'Aïn Madhi el 31 de gener del 1869 esdevingué un desastre. El clima polític al sud d'Orà continuà turbulent durant molt de temps. Els Ouled Sidi Xeic no van reprendre la lluita fins al maig del 1881, sota el cap Xeic Bouamama.

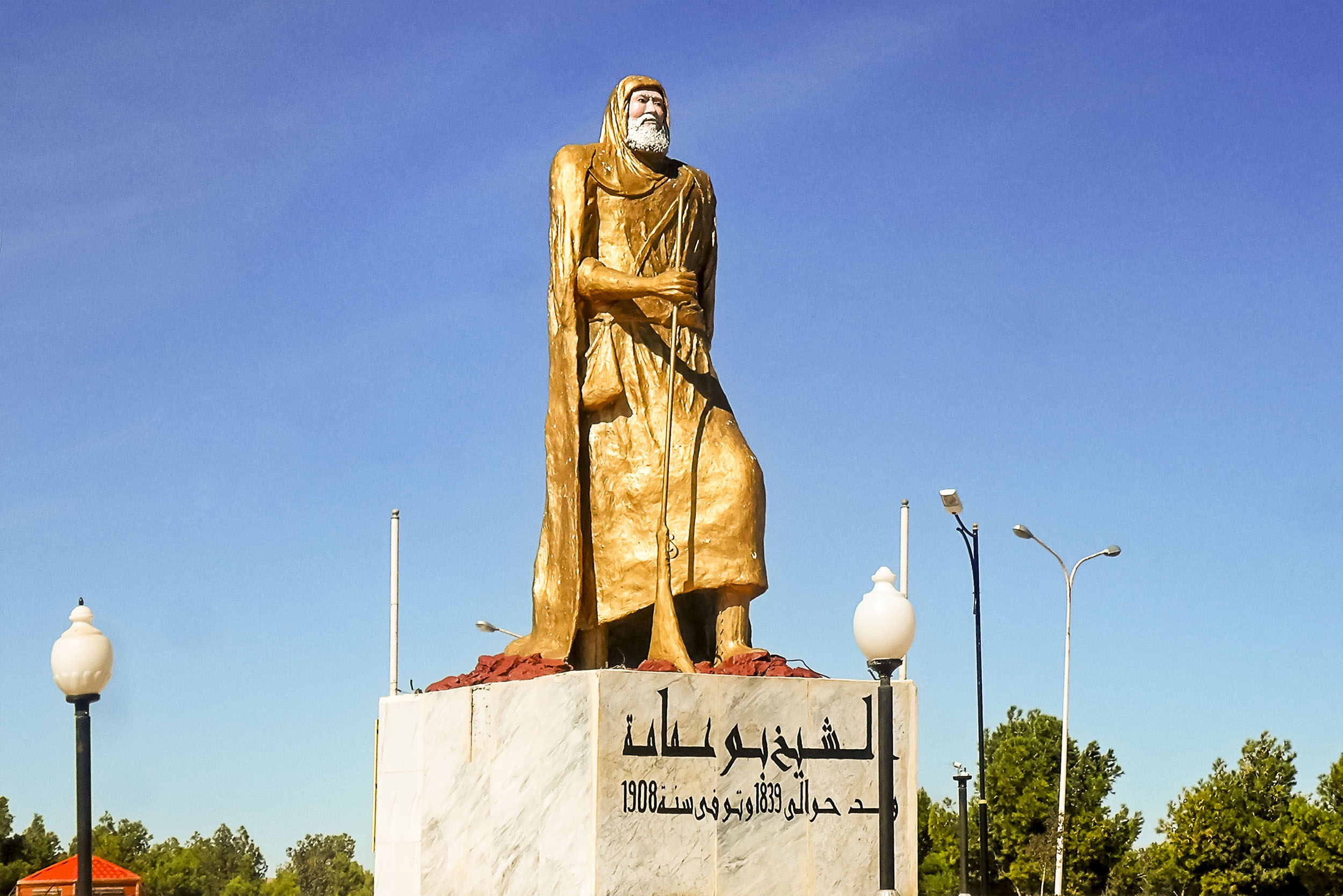
Estàtua del xeic Bouamama l'Algerià, a El Bayadh

Després d'alguns enfrontaments que van beneficiar Bouamama, la intervenció militar a El Abiodh Sidi Xeic i la profanació de la tomba de Sidi Xeic van anunciar la represa de l'ofensiva colonial francesa. La pau es va negociar el maig del 1883 amb els dirigents tribals, amb acords que en protegien els principals. D'altra banda, l'acord imposava una contribució que havien de pagar els habitants, aplicava el segrest a les tribus derrotades i deportava certs insurgents, com el poeta Mohamed Belkheir, "portaveu de la insurrecció", a Calvi i a l'illa de Sainte-Marguerite.
L'epopeia dels Ouled Sid Xeic, en molts sentits, il·lustra com una tribu almoràvit fou capaç d'inflamar tribus senceres i incendiar una part important d'Algèria, l'oest, el centre i el sud, i d'enfrontar-se a les tropes del poderós exèrcit francés equipades amb armament modern.